# Helgafell (Þórsnes)
De Helgafell ("Heilige berg") is een 73 meter hoge heuvel op het schiereiland Þórsnes vlak bij het plaatsje Stykkishólmur op het grotere schiereiland Snæfellsnes in het westen van IJsland. Op de top van deze heuvel liggen de restanten van een tempel of kapel. De oorsprong daarvan is niet geheel duidelijk. Het kan een tempel ter ere van de dondergod Þórr zijn, die werd gebouwd door de eerste bewoner van de streek rond Helgafell, Þórólfur Mostraskegg. Volgens een andere verklaring zijn het de restanten van een christelijke kapel. In de Laxdæla saga wordt Helgafell genoemd als de plaats waar Snorri Þorgrímsson woonde, een IJslander die rond het jaar 1000 leefde, in vele saga's optreedt en in die tijd een prominente rol in de IJslandse samenleving speelde. Later ruilde hij deze woonplaats met Guðrún Ósvífsdóttir (de vrouwelijke hoofdpersoon uit de Laxdæla saga), volgens de overlevering de mooiste vrouw die ooit op IJsland heeft geleefd. Zij woonde hier een groot deel van haar leven. Naast de heuvel ligt haar vermoedelijke graf uit 1008. Zie ook: Þingvellir.

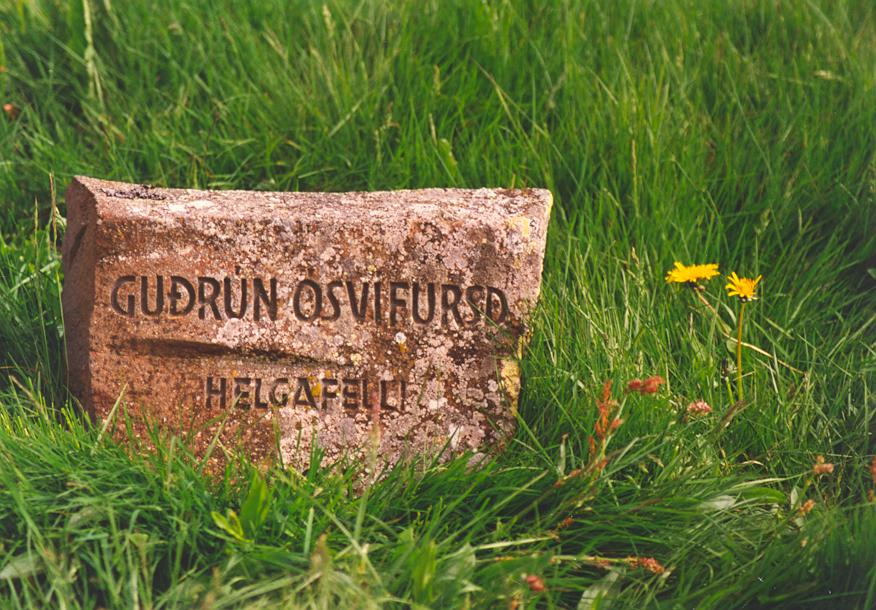
Grafsteen voor Guðrún Ósvífursdóttir